# Ledokombo (Ledokombo)
Ledokombo is een bestuurslaag in het regentschap Jember van de provincie Oost-Java, Indonesië. Ledokombo telt 4324 inwoners (volkstelling 2010).